# Carré blanc (film)
Pour l’article homonyme, voir Carré blanc.
Pour plus de détails, voir Fiche technique et Distribution.
Carré blanc est un  film français de science-fiction de style orwellien, réalisé par Jean-Baptiste Leonetti et sorti en 2011.

## Synopsis
Le monde contrôlé par un système de castes. La société s’est développée pour se nourrir de ses membres les plus faibles. Ceux qui jouent correctement au « jeu » deviennent plus élevés et plus puissants. Ceux qui n’ont pas les moyens de vivre ou qui ne soutiennent pas la concurrence sont tués et transformés en viande. Ils sont connus sous le nom du « Carré Blanc ».
Deux enfants, Marie (Adèle Exarchopoulos) et Philippe (Majid Hives), deviennent pupilles de l'État et sont placés dans un orphelinat aux méthodes éducatives effrayantes. Philippe est un adolescent amené à l'orphelinat après que sa mère ait été devenue « Carré Blanc ». Après que Marie ait sauvé Philippe du suicide, ils grandissent tous deux ensemble dans un monde déshumanisé.
Vingt ans plus tard, après un long processus d’endoctrinement, ils forment demaise un riche couple marié qui apparaît extérieurement comme des instruments de coercition sociétale. En particulier, à l'âge adulte, Philippe (Sami Bouajila) est un dirigeant d'entreprise froid et implacable. C'est un briseur d'âme sans âme, imposant à ses subordonnés des tâches physiquement impossibles et de plus en plus brutales.
Marie (Julie Gayet), qui a du mal à s'en sortir après plusieurs fausses couches, est désillusionnée face à ce qu'ils sont devenus. Marie veut des enfants et déteste la société dictatoriale à laquelle Phillipe contribue. Marie décide de défier le système pour préserver ce qui reste de leur amour. Elle tente de le forcer à sauver leur relation et à s'embrasser dans la rébellion. Le film suit leurs luttes pour continuer à exister en tant que couple malgré des circonstances défavorables.

## Production

### Représentations
- Sami Bouajila: Philippe[3]
- Julie Gayet: Marie
- Jean-Pierre Andréani: Patrice
- Carlos Leal: Jean-Luc
- Dominique Paturel: François Malvy
- Fejria Deliba: La mère de Philippe
- Valérie Bodson: Lise
- Viviana Aliberti: Sylvie
- Majid Hives: Philippe (jeune)
- Adèle Exarchopoulos: Marie (jeune)
- Nathalie Becue Prader: La psy

### Fiche technique
- Réalisation: Jean-Baptiste Leonetti[4],[3]
- Scénario: Jean-Baptiste Leonetti[4],[3]
- Cinématographie: David Nissen[4],[3]
- Conception de production: Marie-Pierre Durand[4]
- Musique: Evgueni Galperine[4]
- Direction artistique: Noëlle Van Parijs[3]
- Sociétés de production: Solair Films, Tarantula, CTC Media Television (en)[1] et Radio télévision suisse (RTC)[4]
- Autres sociétés de production: Canal+ (participation), CinéCinéma (participation), Fonds National de Soutien à la Production Audiovisuelle du Luxembourg (participation), Région Wallone (participation), Office Fédéral de la Culture (support), Fonds Regio Films (support), Cofinova 4 (association), Cofinova 5 (association) et Pôle Image de Liège (support)[3].
- Producteurs: Jean-Baptiste Léonetti, Benjamin Mamou, Donato Rotunno, Joseph Rouschop, Xavier Ruiz et Eric Tavitian[3]
- Producteur associé: Antoine Granger, Alexis Kolnikoff et Jean-Claude Mamou[3]
- Producteur exécutif: Camille Havard Bourdon[3]
- Production supervisor: Benedicte Hermesse[3]
- Édition: Alex Rodriguez[3],[4] et Eric Jacquemin[3]
- Son: Thierry Braemer, Gabriel Hafner, Grégory Lannoy, Yvonne Miralles, François Musy, Alain Sironval, Edgar Vidal, Erik Vidal et Kiku Vidal[3].
- Réenregistrement du mixage: François Musy et Gabriel Hafner[3]
- Classification CNC: Interdiction aux mineurs de moins de 16 ans, motivée par l' « extrême violence psychologique » du film qui « comporte de nombreuses scènes de violence physique susceptibles de perturber un public adolescent»[5].
- Worldwode Sales - Coach 14[4]
- Worldwide Distribution - Distrib Films[4]

## Sortie

### Premières
Le film est sorti en salles en le 7 septembre 2011,,. Le film a reçu une « première mondiale » au Festival du film de Toronto (8-18 septembre 2011). En 21 septembre 2011, le film est sorti en salles en France et au Luxembourg. Au Austin Fantastic Fest (22-29 septembre 2011), le film a reçu une «première États-Unis» (« première régional »),,.

### Réponse critique
Le site d'agrégation de critiques AlloCiné attribue au film une note d'appréciation de 2,7 étoiles sur 5, sur la base d'une moyenne de 12 titres de presse, indiquant qu'il a reçu un mélange de critiques positives et négatives.
Dès sa sortie en salles, il a reçu un accueil très favorable de la presse, qui a souligné son originalité, son intégrité, son son irréprochable et les performances remarquables de ses acteurs. Nicolas Gilli (Excessif) a écrit «De son épure totale dans la mise en scène immaculée, sublimant des décors lourds en symboles, il se dégage un hymne à la vie malgré ses tonalités glaciales. C’est un premier essai d’une maîtrise insolente porté par des acteurs remarquables.»,,, Nathalie Dassa (L'Écran fantastique) a écrit «Cette première réalisation prometteuse évoque des films cultes tels "Ils vivent!" ou encore "Soleil vert" tout en s'appropriant un sujet original et un style propre qui s'éloigne des règles traditionnelles du genre.», Flavia Guéhéneuc (Tout le Ciné) a écrit «La construction des images est absolument géométrique, faite d’angles et de lignes. Le jeu des acteurs est aussi remarquable, si expressif dans son impassibilité.»,
L'utilisation cinématographique du symbolisme et de l'abstraction a été notée par les critiques. Cécile Mury (Télérama) a écrit «... ce qui capte l'attention, c'est le style. En particulier dans l'extraordinaire prologue du film, où chaque image épaissit le mystère. Un homme assis derrière une vitre, comme catatonique, un rideau qui ondule près d’une fenêtre : dans des cadrages inquiétants, le cinéaste joue du silence et de la tension, invente son propre langage, hermétique et excitant.» ,, Valérie Levilain (Metro) a écrit «A la fois déroutant, fascinant et pavé de symboles, ce film qui sort des sentiers balisés actuels ne s'adresse pas à un large public mais mérite toutefois qu'on s'y attarde.»
Un thème récurrent dans les critiques est la limitation de la durée et du budget du film. Simon Riaux (Ecran Large) a écrit «Comme en témoignent son économie générale, son nombre de personnages resserré, sa tendance à l’abstraction, ainsi que sa durée, le (pas si) long-métrage de Jean-Baptiste Leonetti est un film résolument modeste. Une humilité et des limites qui auront sans doute permis au réalisateur de tirer le meilleur parti de son histoire, de l’univers qu’elle déploie, ainsi que de Sami Bouajila et Julie Gayet, tous deux excellents dans des rôles sur le fil du rasoir», Glenn Dunks (Trespass Magazine) a écrit «Carr Blanc est peut-être un peu trop vide et vague dans ses intentions pour frapper le spectateur de manière vraiment émotionnelle, mais il utilise sa durée d'à peine 80 minutes d'une manière économiquement séduisante...» , Léo Soesanto (Les Inrockuptibles), qui l'a décrit comme une tentative ratée de science-fiction, a écrit que «Le cinéma d’anticipation n’est souvent qu’un futur antérieur, un passé déformé (les seventies d’Orange mécanique, le film noir dans Blade Runner) et Carré blanc n’y échappe pas. Il sonne néanmoins davantage pub Manpower eighties antipathique que Brazil. L’idée tient la distance en court métrage, moins comme film, qui veut se gargariser de sa prétendue étrangeté, mais ne fait que s’assécher en enfilant les clichés sur l’aliénation à venir.» ,
La majorité des critiques négatives du film se sont concentrées sur son manque perçu de compétences dans l'exécution du genre. Nicholas Bell (Ion Cinema) a écrit «Un début intrigant et remarquable, pour ne pas dire tout à fait magistral.» (traduit), Simon Foster (SBS) a écrit «Une vision dystopique impénétrable qui excelle dans les images nettes au service d'une superficialité prétentieuse... et rien d'autre.» (traduit), Jacques Mandelbaum (Le Monde) a écrit «Une allégorie futuriste d'un humour assez noir, mais qui manque un peu du sens de la nuance.», Xavier Leherpeur (TéléCinéObs) a écrit «[Un] film bancal, porté parfois par une flamboyance de mise en scène et un indéniable sens de l'ambiance paranoïaque [avec] un scénario qui, sur la dénonciation rebattue de la déshumanisation de nos sociétés capitalistes, souffre d'un manichéisme appuyé.»,
Critics who gave negative reviews often unfavourably comared the film to other attempts of the genré. Critics Nicolas Journet (Critikat) a écrit «Faute d'un scénario suffisamment charnu, empêtré dans sa noirceur esthétisante, "Carré blanc" rejoint "Dante 01" et "Eden Log" parmi les tentatives ratées de SF à la française.» , Gilles Esposito (Mad Movies) écrit simplement «N'est pas le "THX 1138" de George Lucas qui veut.»

### Distinctions
| Prix                                       | Date de tenue | Catégorie                        | Sujet       | Résultat   | Ref    |
| ------------------------------------------ | ------------- | -------------------------------- | ----------- | ---------- | ------ |
| Syndicat français de la critique de cinéma | 2011          | Meilleur film singulier          | Carré blanc | Lauréat    | [ 26 ] |
| Festival du film de Stockholm              | 2011          | Cheval de bronze - Meilleur film | Carré blanc | Nomination | [ 27 ] |